# Австрийско радио и телевизия
Австрийското радио и телевизия (на немски: Österreichischer Rundfunk, с абревиатура: ORF) е държавното обществено радио и телевизия в Австрия. Стартира на 1 август 1955 г. Обществени телевизионни канали са: ORF 1, ORF 2, ORF 2 Europe, ORF III, ORF Sport + и ORF regional studios. Седалището е разположено на адрес: ORF-Zentrum, Hugo-Portisch-Gasse 1, 1136 Виена, Австрия. От януари 2022 г. генерален директор е Роланд Вайсман.